# Unimai
Unimai ist eine Riffinsel des Nui-Atolls im pazifischen Inselstaat Tuvalu.

## Geographie
Die Insel ist eine der zentralen, südlichen Inseln des Atolls. Nach Süden schließt sich die Insel Pongalei an.